# Hayu
Hayu è una piattaforma streaming on-demand nata nel 2016 nel Regno Unito di proprietà di NBCUniversal, divisione di Comcast. Il servizio distribuisce, in contemporanea con gli Stati Uniti, diversi reality.

## Storia
Il servizio viene lanciato il 1º marzo 2016 nel Regno Unito e in Irlanda.
Successivamente la piattaforma viene resa disponibile in Norvegia, Svezia, Finlandia e Danimarca nel novembre del 2017.
Nel settembre 2018, arriva in Canada. Nel dicembre dello stesso anno arriva nei paesi del Benelux.
Nell'ottobre del 2019 viene rilasciata nel sud-est asiatico, ovvero Filippine, Hong Kong e Singapore. A novembre dello stesso anno, hayu viene lanciata in Germania e Austria su Amazon Channels.
Dopo il successo ottenuto in Germania e Austria, il 18 marzo 2021 viene reso disponibile in Italia in contemporanea con Spagna, Portogallo, Francia, Svizzera, Lituania, Estonia, Lettonia, Polonia, Ungheria e Repubblica Ceca.